# Lakota (sprog)
Lakota er et sioux-sprog i dakota-gruppen, og et af sioux-indianernes hovedsprog. I dag tales det af omkring 6.000 mennesker som modersmål, mens lakota-befolkningen tæller omkring 20.000. Sproget er lokaliseret til Syd-Dakota, Nord-Dakota og Minnesota; kun lidt i Nebraska og vest i Montana.
Sproget blev først gang nedfældet på skrift af missionærer omkring 1840, og har siden udviklet sig til at afspejle nutidige behov og brug.